# Iso Pfau
Iso Pfau (* 17. November 1616 als Hieronymus Pfau von Überlingen; † 16. März 1679) war von 1661 bis 1679 Bibliothekar des Klosters St. Gallen.

## Leben
Pater Iso war der Sohn von Sebastian Pfau und Anna Wüerglin. 1682 ist er im Kloster St. Gallen bezeugt, wo er am 8. Dezember 1632 die Profess ablegte. 1637 wurde er Subdiakon, 1639 Diakon. Die Priesterweihe empfing er am 22. Dezember 1640, die Primiz folgte am 30. Dezember des gleichen Jahres.

## Wirken
Ab 1639 wirkte Pater Iso als Lehrer zunächst in St. Gallen, dann auch in Rorschach. Ab 1642 amtete er als Kapellmeister und Lehrer in St. Gallen. Es folgte eine längere Tätigkeit in St. Johann und danach wieder in Rorschach. Ab 1653 ist er in St. Gallen als Subcantor bezeugt, am 21. Juli 1661 erfolgte die Ernennung zum Stiftsbibliothekar. Bekanntermassen ist er der Verfasser der Schriften Temperantia virtus cardinalis ejusdemque partes subjectae ac vitia opposita (1635) und Collectarium sive summarium privilegiorum abbatibus et religiosis monasteriorum exemtorum ordinis Benedictini per Helvetiam ab Urbano papa VIII. (1665).